# Poul la Cour

Poul la Cour

Poul la Cour (* 13. April 1846 auf dem Landgut Skjärso bei Ebeltoft, Jütland; † 24. April 1908 in Askov; Schreibweise auch Paul bzw. La Cour oder auch LaCour) war ein dänischer Physiker und als Erfinder einer der wichtigsten Wegbereiter der modernen Windkraftanlagen.

## Leben
Poul la Cour verlebte seine Kindheit auf Djursland, wo sein technisch begabter Vater Landwirt war. Er wollte zunächst Priester werden, aufgrund seiner schulischen Leistung schlug er jedoch eine naturwissenschaftliche Laufbahn ein. Er studierte in Kopenhagen und bei Buys Ballot in Utrecht.
1869 beendete er seine Ausbildung als Meteorologe, unternahm zwischen 1871 und 1872 meteorologische Studienreisen nach Wales und Messina, besichtigte dabei die meteorologischen Stationen in Neapel, Rom, Florenz und Triest und wurde 1872 stellvertretender Direktor des Meteorologischen Instituts in Kopenhagen. Eine seiner Aufgaben war die Stationierung meteorologischer Messstationen im Land.
Ein Problem war die möglichst schnelle Kommunikation mit den Messstationen, die über Telegraphen stattfand.
La Cour beschäftigte sich in der Folge mit der Telegraphie und erfand (zeitgleich mit Lord Rayleigh) ein Verfahren, mit dem es möglich war, dass nicht nur ein Teilnehmer über eine Telegraphenleitung senden konnte, sondern gleichzeitig bis zu hundert. Hier stand er in Konkurrenz zu Thomas Alva Edison und wurde wohl auch als der dänische Edison tituliert.
Durch seine zahlreichen Erfindungen vernachlässigte er seine Arbeit am Meteorologischen Institut und führte seine Familie durch die Kosten seiner Forschungen an den Rand des finanziellen Ruins.
Der Direktor der Volkshochschule in Askov, Ludwig Schroeder, bat la Cour darum, Mathematik und Physik an seiner Hochschule zu unterrichten. La Cours damalige Frau Hulda Barfod war 1867 selbst Schülerin an der Volkshochschule in Askov gewesen. Sie war froh, dass eine Änderung der familiären Lebensverhältnisse in Aussicht stand und unterstützte den Wechsel in seinem Leben.
So wurde la Cour 1878 Lehrer an der Volkshochschule in Askov, einem kleinen Ort zwischen Kolding und Esbjerg etwa 3 km nördlich der damaligen preußischen Grenze. Die Kombination des wissenschaftlichen Forscher- und Erfindergeists la Cours mit der sozialen Komponente der Volkshochschule äußerte sich später in der Unterstützung der Anliegen der Landbevölkerung durch seine Forschungen.
Zur Zeit la Cours waren die großen Städte bereits elektrifiziert, während es auf dem Land kaum Zugang zu elektrischer Energie gab. Sein wichtigstes Anliegen war es, der Landbevölkerung diesen Zugang zu ermöglichen.
Er schätzte die Elektrizität als eine der wichtigsten Zukunftstechniken ein, die die Arbeit vereinfachen und das Leben in die langen, dunklen Winternächte hinein, zum Beispiel zum Lernen, verlängern könne.
Deshalb forschte er an der Verbesserung des Wirkungsgrades von Windmühlen und daran, sie für die Wandlung der Windenergie in elektrische Energie zu nutzen.

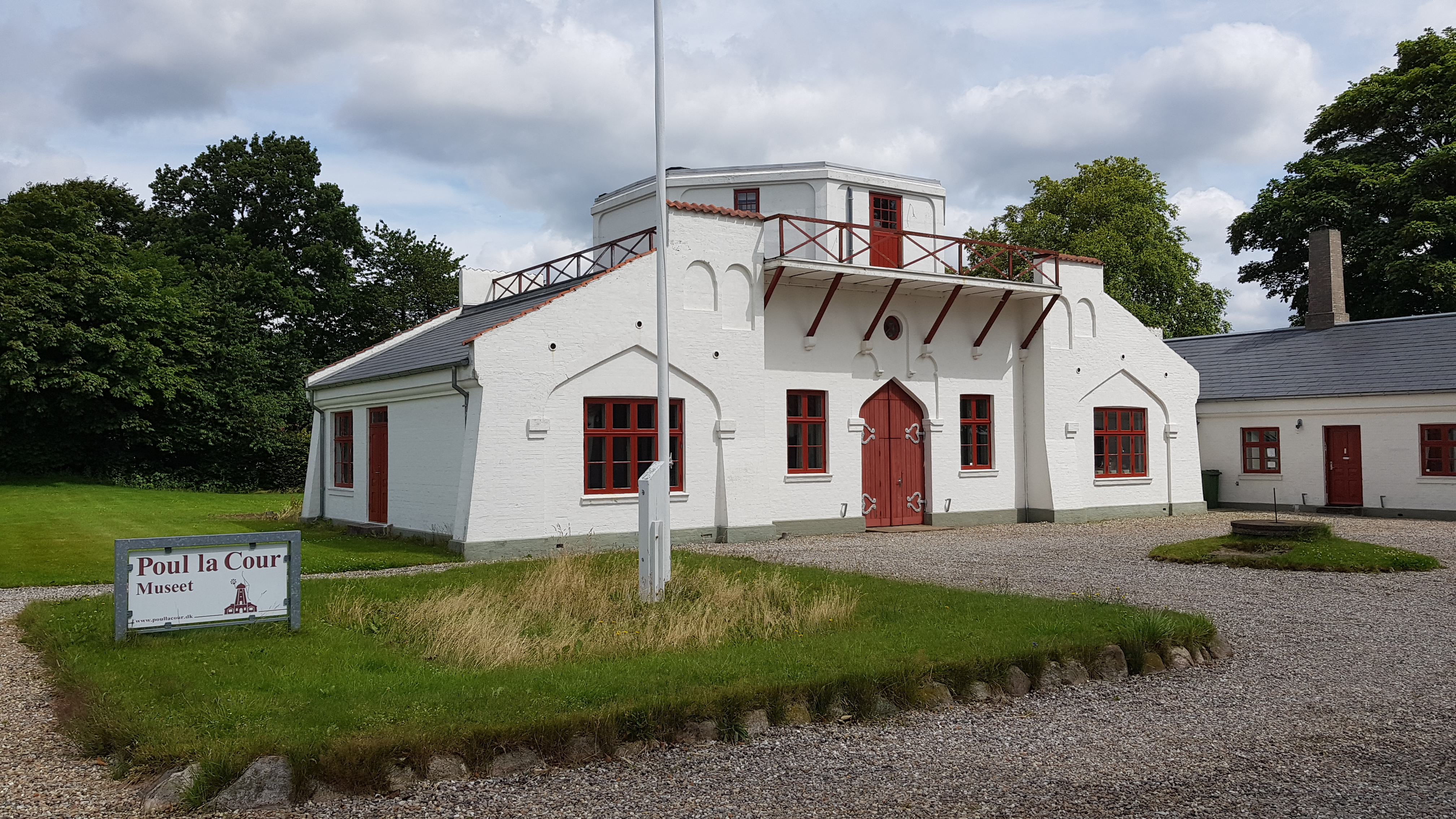
Das Poul la Cour Museum in dem Gebäude in Askov, wo er experimentierte

1891 bekam er die Genehmigung zum Bau der ersten Windkraftanlage auf dem Schulgelände von Askov. Sie diente als Prototyp für Anlagen zur ländlichen Elektrifizierung. Hier wurden herkömmliche Windmühlenflügel verwendet, obwohl la Cour inzwischen wusste, dass es bessere Querschnitte gab. Jedoch waren die herkömmlichen Flügel auf dem Land besser zu handhaben und zu reparieren. Er entdeckte auch, dass schnelllaufende Anlagen mit weniger Flügeln günstiger für die Erzeugung von elektrischem Strom sind. Zum Ausgleich von Drehzahlschwankungen, entwickelte la Cour den Kratostat, eine Riemenwippe.
La Cour war schon früh klar, dass nicht nur die Erzeugung, sondern auch die Speicherung elektrischer Energie ein wichtiger Faktor für den Erfolg der ländlichen Elektrifizierung war. Batterien erachtete er als zu teuer und forschte zeitlebens nach einer besseren Alternative, wobei er immer mit Wasserstoff experimentierte, zu dessen Gewinnung durch Elektrolyse er die durch den Wind gewonnene elektrische Energie verwendete.
Als Konsequenz aus der Arbeit mit Wasserstoff entwickelte er auch eine spezielle Gasleuchte für Wasserstoffgas. 1885 bis 1902 wurde das Schulgelände mit diesen Gaslampen beleuchtet. In der Folge kam es allerdings einige Male zu Verpuffungen, nach denen auch einige der Fensterscheiben erneuert werden mussten.
Weitere Erfindungen waren 1891:
- der Cratostat (hilfreich für Windkanalversuche an Rotorblättern, zum Ausgleichen von Unwuchten?),
- ein Weg, Natriumcarbonat durch Elektrolyse herzustellen,
- Schweißtechniken mit Wasserstoff.

Er hat in Askov einen Windkanal aufgebaut und darin (möglicherweise als erster) aerodynamische Versuche durchgeführt, aufgrund derer er die Flügelform von Windkraftanlagen weiter verbessern konnte.

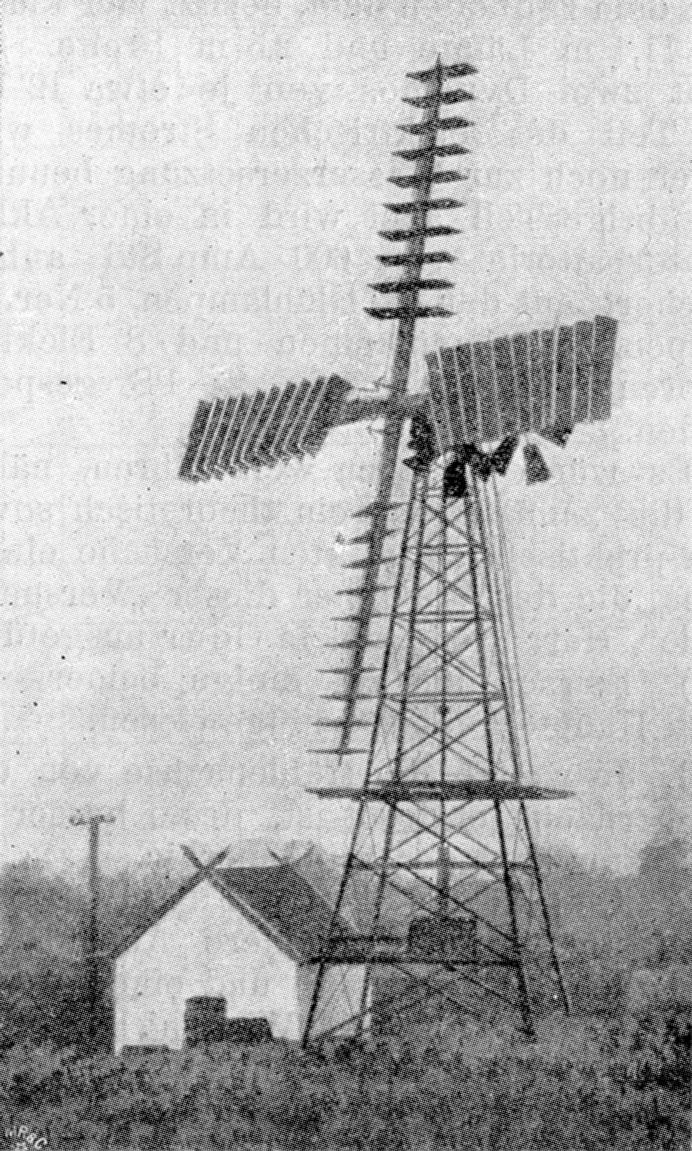
Windrad nach den Prinzipien la Cours in Vallekilde um 1905

Am 28. Oktober 1903 gründete er die Gesellschaft der Wind-Elektriker (Dansk Vindelektricitetsselskab, DVES) als Plattform für die Unterstützung der ländlichen Elektrifizierung. Es wurden Kurse in physikalischen, geometrischen und wirtschaftlichen Grundlagen, die relevant für die Errichtung einer solchen Anlage waren, angeboten. Außerdem wurde Deutsch und Dänisch unterrichtet. Einer seiner Schüler war Johannes Juul, der später mit der Entwicklung und dem 1957 erfolgten Bau der Gedser-Windkraftanlage (200 kW) einen entscheidenden weiteren Schritt für die Fortentwicklung der Technik machte.
Die Gesellschaft der Wind-Elektriker von la Cour war ein wichtiger Grund für die frühe Entwicklung einer dezentralisierten Versorgung mit elektrischer Energie in Dänemark. In den letzten Jahren seines Lebens wirkte la Cour beratend am Aufbau eines zentralisierten Stromnetzes in Dänemark mit.
Als Volkshochschullehrer hatte er direkten Zugang zu den Lebensbedingungen der Landbevölkerung. Er setzte sich zeitlebens für die Verbesserung ihrer Lebensbedingungen ein. Geschäftsangelegenheiten waren ihm nie wichtig, so dass er keinen großen finanziellen Vorteil aus seinen Erfindungen zog. Manche seiner zahlreichen Patente verkaufte er für wenig Geld an ausländische Firmen mit der Bedingung, dass seine Erfindungen in Dänemark frei produziert und verkauft werden durften.
Als er am 24. April 1908 starb, gab es in Dänemark 30 ländliche Energieversorger mit Windkraftanlagen.
Das Schulgelände und die Gebäude, in denen Paul la Cour die meisten seiner Versuche machte, wurden 1999 von einer Stiftung gekauft, um das Lebenswerk la Cours an diesem Ort mit einem Museum zu würdigen.

## Werk
La Cour hat in seinem Schaffen die Grundlagen des damaligen Standes der Windmühlentechnik grundlegend und wissenschaftlich erforscht und dargestellt. Insbesondere die Aerodynamik der Windmühlenflügel konnte er in seinem Windkanal testen. Damals wurde elektrische Energie immer mehr zu einer wichtigen Ressource für die Industrie. La Cour, dem dies bewusst war, wandte die gewonnenen Erkenntnisse demzufolge auf die Wandlung der Windenergie in elektrische Energie mit Hilfe von Windmühlen an.
Ins Deutsche übersetzte Veröffentlichungen:
- Paul la Cour: Die Windkraft und ihre Anwendung zum Antrieb von Elektrizitäts-Werken. Übersetzt von Johannes Kaufmann. Verlag von M. Heinsius Nachf., Leipzig 1905.
- Paul la Cour, Jakob Appel: Die Physik auf Grund ihrer geschichtlichen Entwickelung für weitere Kreise in Wort und Bild dargestellt. Übersetzt von G. Siebert. Vieweg, Braunschweig 1905.

Veröffentlichungen in weiteren Sprachen, hauptsächlich Dänisch:
- Isochronous and Synchronous Movements for Telegraph and Other Lines. Patent No. 203423, Poul la Cour, Filed April 9, 1878, Washington
- Roue phonique pour la regularisation du synchronisme des mouvements. Note by P. la Cour in Comptes Rendus, v. 87, S. 499–500, September 25, 1878
- Paul la Cour: Das Phonische Rad, Theorie und seine Anwendungen in der Wissenschaft, Technik und Telegraphie. Quandt & Haendel, Leipzig 1880
- Historisk Matematik. 1881
- Historisk Fysik. 1895
- Forsøgsmøllen. Kopenhagen 1900
- (Kinderbuch über Elektrizität)
- Herausgeber der Tidsskrift for vindelektrisitet (Zeitschrift für Wind-Elektrizität), erstmals erschienen 1904
- Helge Holst, Poul la Cour: The Triumphs of the Human Spirit. Kopenhagen 1904